# Adam Maher
Adam Maher, född 20 juli 1993 i Diemen, är en nederländsk fotbollsspelare som spelar för Damac FC. 

## Klubbkarriär
Maher gjorde sin proffsdebut för AZ den 15 december 2010 i en UEFA Europa League 2010/2011-match mot FC BATE Borisov, där han även gjorde mål. Han är den yngste spelaren i en nederländsk fotbollsklubb som gjort mål i Europa League.

## Landslagskarriär
Maher var med i Nederländernas trupp i U17-världsmästerskapet i fotboll 2009.